# Групова збагачувальна фабрика «Михайлівська»
Групова збагачувальна фабрика «Михайлівська» — введена в дію за проєктом інституту «Південдіпрошахт» у 1956 році для збагачення газового вугілля. Проєктна потужність 900 тис. тонн, фактично досягнута — 1500 тис. тонн на рік.
Для збагачення вугілля двома машинними класами (13—100 та 0,5—13 мм) встановлено дві відсаджувальні машини, шлам після згущення та класифікації збагачується у флотаційних машинах. Сушіння зневодненого дрібного концентрату провадиться у трубах-сушарках. Готовий концентрат відвантажується на коксування та енергетику. Крім того, виділяється сортове вугілля для комунально-побутових потреб. Однією з проблем, що стримують технічний розвиток фабрики та поліпшення її техніко-економічних показників, є недостатня продуктивність операцій зневоднення концентрату та складність умов її підвищення в межах наявних споруд.
Місцезнаходження: м. Первомайськ, Луганська обл., залізнична станція Мар'ївка;